# Rhododendron ripleyi
Rhododendron ripleyi är en ljungväxtart som beskrevs av Elmer Drew Merrill. Rhododendron ripleyi ingår i släktet rododendron, och familjen ljungväxter.

## Underarter
Arten delas in i följande underarter:
- R. r. basitrichum
- R. r. cryptogonium